# Hell Energy
Hell Energy — энергетический напиток венгерской компании Hell Energy LTD.

## История
Компания была основана в 2006 году и того же года начала производство и реализацию своего напитка. В течение трех лет Hell Energy LTD стала лидером рынка в Венгрии. Важной вехой в формировании известности бренда стала спонсорское соглашение с командой Формулы-1 Уильямс. До 2015 года напиток стал лидером рынка в таких странах как Румыния, Болгария, Словакия, Кипр и Азербайджан; он также доступен в более чем 40 странах мира. Штаб-квартиры компании находятся в Венгрии, Румынии, Великобритании, России и Кипре.
Hell Energy является застройщиком и владельцем Авалон-Парк — курорта с развлекательным комплексом и спа в Мишкольце.
Напиток был представлен на крупнейших европейских выставках продуктов питания, в том числе в Кёльне, в Париже и на Всемирной продовольственной выставке в Москве. В 2008 году он был удостоен премии «Лучшая новинка» и премии «Лучший энергетический напиток».

## Завод
Завод компании был построен в 2011 году в Сиксо. Он имеет две линии для наполнения банок с производственной мощностью 2 млн банок в сутки. Также есть лаборатория для постоянного наблюдения и анализа характеристик напитка. Завод имеет самый высокий сертификат безопасности — FSSC22000. В 2012 году он был признан одним из трех лучших заводов Европы на церемонии производителей в Дюссельдорфе. Завод способен производить до 500 миллионов бутылок и имеет автоматизированный логистический центр площадью 6,000 м2. С 2011 года также происходит производство для экспорта.

## Ингредиенты
Содержание кофеина одной банки составляет 80 мг на 250 мл, что является эквивалентом чашки кофе.